# Уньоро

Флаг Буньоро

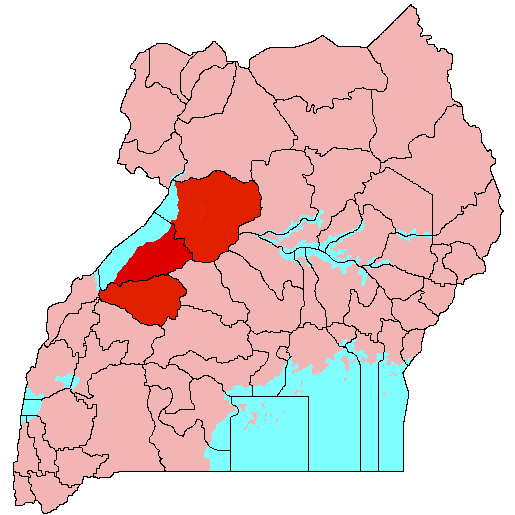
Карта Уганды, Буньоро обозначено красным цветом.

Уньоро (также именуется Буньоро, до XVI века — Китара) — государство в Восточной Африке, в районе Межозерья, являющееся феодальным государством с элементами патриархального рабства.
Согласно устной традиции, на территории Танзании и Уганды в XII—XIII в. существовала империя Китара, в которой вначале правил народ абатембузи, а затем его сменил народ бачвези. В современной Танзании и Уганде термин бачвези относится к одному из бантоязычных народов, язык которого едва ли существовал во времена империи Китара. В XIII—XIV вв. на её территорию из Кении вторглась народность луо, которая основала на её территории королевство Китара-Уньоро. В XV в. королевство Уньоро доминировало над большей частью центральной Уганды. С середины XIX века находилась в зависимости от Буганды, а с 1900 года территория Уньоро вошла в английский протекторат Уганда.
В 1967 году во время правления президента Уганды Милтона Оботе, Королевство Буньоро-Китара было насильственно упразднено. В 1993 году Королевство было восстановлено, а в 1995 году его статус был закреплён в новой конституции Уганды.
В настоящее время пять королевств Уганды (Буганда, Торо, Буньоро, Бусога, Рвензуруру) представляют собой параллельную административную систему, распространяющуюся на южные и центральные территории Уганды, населенные народами банту. Королевства имеют права культурных автономий.